# الدعاية في اليابان خلال الحربين اليابانية الصينية الثانية والعالمية الثانية

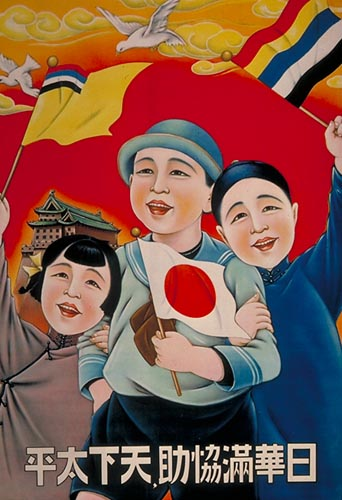

هدفت الدعاية في إمبراطورية اليابان، قبيل الحرب العالمية الثانية، إلى مساعدة الحكومة اليابانية الحاكمة خلال ذلك الوقت. استمرت العديد من المبادئ التي كانت موجودة قبل الحرب في دولانية شووا، ومن هذه المبادئ كوكتاي، وهاكو إيتشو، وبوشيدو. استحدثت أشكال جديدة من الدعاية لإقناع الدول والأقاليم التي احتلتها اليابان بفوائد منطقة شرقى أسيا الكبرى للرفاهية المتبادلة، والنيل من الروح المعنوية للجنود الأمريكان، والتصدي للادعاءات بشأن جرائم الحرب اليابانية، وليظهروا للشعب الياباني بمظهر المنتصر في الحرب. وبدأت مع الحرب اليابانية الصينية الثانية التي اندمجت مع الحرب العالمية الثانية. واستخدمت مجموعة كبيرة من الوسائل الإعلامية لإرسال رسائلها.

## الأفلام
أصدر قانون الأفلام لعام 1939 مرسومًا «بتنمية صحية للصناعة» فألغى الأفلام التافهة جنسيًا والقضايا الاجتماعية. بدلًا من ذلك، كان على الأفلام رفع مستوى الوعي الوطني، وعرض الوضع الوطني والدولي على النحو المناسب، والمساعدة في «الرفاهية العامة».
استخدِمت الدعاية في الحرب العالمية الثانية على نطاق واسع وبعيد المدى، لكن ربما كان الفيلم هو الشكل الأكثر فعالية للدعاية التي استخدمتها الحكومة اليابانية. أنتجت الأفلام اليابانية لجمهور أوسع بكثير من الأفلام الأمريكية في نفس الفترة. منذ عشرينيات القرن العشرين فصاعدًا، أنتجت استوديوهات الأفلام اليابانية أفلامًا تضفي الشرعية على المشروع الاستعماري الذي أقيم في مستعمراتها في تايوان، وكوريا، وبر الصين الرئيسي. بحلول عام 1945 توسع إنتاج الأفلام الدعائية في عهد اليابانيين في معظم أنحاء إمبراطوريتهم بما في ذلك منشوريا، وشنغهاي، وكوريا، وتايوان، وسنغافورة، وماليزيا، والفلبين، وإندونيسيا.
في الصين، كان استخدام اليابان للأفلام الدعائية واسعًا. بعد الغزو الياباني للصين، كانت دُور السينما من بين أوائل المؤسسات التي أعيد افتتاحها. كانت معظم المواد التي عُرضت عبارة عن أفلام حربية أو أفلام يابانية أو أفلام دعائية قصيرة مقترنة بأفلام صينية تقليدية. استخدِمت الأفلام أيضًا في البلدان الآسيوية الأخرى التي احتلتها اليابان لإظهار أن اليابان منقذ آسيا من الطغاة الغربيين أو للتحدث عن تاريخ العلاقات الودية بين الدول بأفلام مثل: اليابان التي لا تعرفها.
إن تاريخ الصين الغني ومواقعها الغريبة جعلتها موضوعًا مفضلًا لدى صناع الأفلام اليابانيين لأكثر من عقد من الزمان قبل اندلاع الحرب الصينية اليابانية الثانية (1937-1945). وتجدر الإشارة بشكل خاص إلى فيلم ثلاثي شهير من «أفلام النوايا الحسنة القارية» الذي عُرِض في جميع أنحاء القارة الصينية  من بطولة هاسيغاوا كازو الذي لعب دور الرجل الرومانسي الياباني مع ري كورن (يوشيكو ياماغوتشي) التي لعبت دور عشيقته الصينية. من بين هذه الأفلام: أغنية الأوركيد الأبيض، وليالي الصين، ونًذر في الصحراء التي مزجت الميلودراما الرومانسية مع الدعاية من أجل تمثيل مزج رمزي وحرفي للثقافتين على الشاشة.
تضمنت «أفلام السياسة الوطنية» أو الصور الدعائية المستخدمة في الحرب العالمية الثانية أفلامًا قتالية مثل الطين والجنود (1939)، والكشافة الخمسة (1938)، وأفلام التجسس مثل الجاسوس لم يمت (1942)، وإنهم يتعقبونك (1942)، وأفلام فترة الفخامة مثل ملك القردة (1940)، وجنكيز خان (1943). في المراحل الأولى من الحرب مع الصين، حاولت ما يسمى «أفلام الحرب الإنسانية» مثل الكشافة الخمسة تصوير الحرب دون النزعة القومية. لكن مع الهجوم على بيرل هاربر، طالبت وزارة الداخلية بمزيد من الوطنية و«موضوعات السياسات الوطنية» - أو موضوعات الحرب. كان على المخرجين اليابانيين لأفلام الحرب التي تدور أحداثها في الصين الامتناع عن التصوير المباشر للصينيين لأسباب أيديولوجية أيضًا. وقد كان خطر إبعاد نفس الثقافات التي كان اليابانيون «يحررونها» ظاهريًا من نير القمع الاستعماري الغربي رادعًا قويًا بالإضافة إلى ضغط الحكومي. ومع ذلك، ومع تفاقم الحرب في الصين بالنسبة لليابان، فإن أفلام الحركة مثل نمر الملايو (1943) ودراما التجسس مثل رجل من تشونغكينغ عام (1943) جرمت الصينيين بشكل صريح واعتبرتهم أعداء للإمبراطورية. صورت الصين على أنها قديمة ومتشددة وعلى العكس تمامًا صورت الدول الغربية على أنها مفرطة في التساهل ومنحلة. كان لابد من تعديل هذه الصور النمطية السلبية عندما طُلِب من صانعي الأفلام اليابانيين التعاون مع طواقم الأفلام النازية في عدد من الإنتاجات المشتركة لدول المحور عقب إبرام الاتفاق الثلاثي.
مثل خبراء الدعاية الأمريكيين، استخدم صانعو الأفلام اليابانيون على نطاق واسع التحيز وكراهية الأجانب في الأفلام التي أنتِجت بعد إعلان الحرب رسميًا على دول الحلفاء. وضع فيلم في النار على هذا العلم! (1944) جبن الجيش الأمريكي الهارب جنبًا إلى جنب مع التفوق الأخلاقي للجيش الإمبراطوري الياباني أثناء احتلال الفلبين. صورَ أول فيلم طويل كامل للرسوم المتحركة في اليابان موموتارو: جنود البحر الإلهيون (1945) الأمريكيين والبريطانيين في سنغافورة على أنهم «شياطين» منحطون أخلاقيًا وضعفاء جسديًا. وهناك فئة فرعية عن أفلام الزي هي أفلام الساموراي. تشمل الموضوعات المستخدمة في هذه الأفلام التضحية بالنفس وتكريم الإمبراطور. لم تخجل الأفلام اليابانية في كثير من الأحيان من استخدام المعاناة، وغالبًا ما صورت جنودها على أنهم المستضعفون. وكان لهذا أثر جعل اليابان تبدو وكأنها الضحية فحصدت مزيدًا من تعاطف الجمهور. غالبًا ما صورت المقاطع الدعائية الشعب الياباني على أنه شعب نقي وفاضل ومتفوق عرقيًا وأخلاقيًا. وصورت الحرب على أنها مستمرة وعادة لم تفسرها بشكل كاف.

## المجلات والصحف
دعمت المجلات الحرب منذ بداياتها بقصص البطولة، وحكايات أرامل الحرب، وإسداء المشورة حول القيام بذلك باعتبارها الحرب اليابانية الصينية الثانية.
بعد الهجوم على بيرل هاربر، شُددت الرقابة، بمساعدة العديد من المراسلين الوطنيين. قيل للمجلات أن سبب الحرب هو رغبة العدو الأنانية في حكم العالم، وأمرت، تحت ستار الطلبات، بالترويج للمشاعر المعادية لأمريكا وبريطانيا. عندما بدأ جونيتشيرو تانيزاكي في نشر روايته ساساميوكي، وهي رواية عن الحنين للحياة الأسرية قبل الحرب، حذر محررو مجلة تشو كورون من أنها لا تساهم في روح الحرب المطلوبة. على الرغم من تاريخ تانيزاكي في التعامل مع التغريب والتحديث على أنهما مفسدان، فإن قصة «عاطفية» عن «حياة عائلة برجوازية» لم تكن مقبولة. خوفًا من فقدان إمدادات الورق، قُطع تسلسل الرواية. وبعد مرور عام، أُجبرت كل من تشو كورون وكايزو على حل نفسيهما «طواعية» بعد أن ضربت الشرطة موظفين «شيوعيين» لانتزاع اعترافات منهم.
أضافت الصحف كتّاب الأعمدة لإثارة الحماسة القتالية. أمِرت المجلات بطبع شعارات عسكرية. جاء في مقال بعنوان «الأمركة باعتبارها عدوًا» أن على اليابانيين دراسة الديناميكية الأمريكية، النابعة من بنيتها الاجتماعية، والذي نال مديحًا على الرغم من أن المحرر أضاف «باعتبارها عدوًا» إلى العنوان، ما أدى إلى سحب الموضوع.

## الرسوم المتحركة
شكل رسامو الرسوم المتحركة جمعية وطنية لتعزيز الروح القتالية، وإثارة كراهية العدو، وتشجيع الناس على الاقتصاد. ومن الأمثلة البارزة على ذلك مانجا نوراكورو، التي بدأت قبل الحرب كحلقات فكاهية لكلاب مجسمة في الجيش، لكنها تطورت في النهاية إلى حكايات دعائية عن مآثر عسكرية ضد «جيش الخنازير» في «القارة»- في إشارة مستترة إلى الحرب الصينية اليابانية الثانية.
استخدمت أيضًا الرسوم المتحركة في إعداد ورقات إعلامية، وتوجيه السكان المحتلين، وكذلك الجنود حول البلدان التي احتلوها.